# Mimogonia unicolor
Mimogonia unicolor – gatunek chrząszcza z rodziny kusakowatych i podrodziny Osoriinae.

## Taksonomia
Gatunek opisany został w 1981 roku przez Urlicha Irmlera.

## Opis
Chrząszcze o ciele jednolicie żółto ubarwionym.

## Występowanie
Gatunek endemiczny dla Brazylii.